# Château des Bordes (Couzon)
Pour l’article homonyme, voir Château des Bordes.
Le château des Bordes est un édifice situé à Couzon, en France.

## Localisation
Le château est situé sur le territoire de la  commune de Couzon, dans le département de l'Allier, en région Auvergne-Rhône-Alpes. Il se trouve à environ un kilomètre et demi au nord du bourg, non loin de la limite entre les communes de Couzon et de Saint-Léopardin-d'Augy. Il domine la vallée de la Burge, sur laquelle se trouve le moulin des Bordes.

## Description
Le château des Bordes est un donjon à quatre étages, auxquels on accède par un escalier à vis, situé au nord d'une tourelle octogonale sur une face et d'une tour carrée sur l'autre.
La partie la plus ancienne est constituée du donjon quadrangulaire de 16 mètres sur12, datant probablement du XIVe siècle. La tourelle octogonale accolée à l'un des grands côtés donne accès aux quatre étages. Des bâtiments plus récents sont situés à droite et à gauche du donjon et forment ailes encadrant une cour. Deux tours sont situées à l'extrémité de ces ailes, celle de droite abrite une petite chapelle, celle de gauche, effondrée, un pigeonnier. À l'intérieur, les cheminées du XVe siècle ont été presque toutes revêtues au XVIIe siècle de boiseries peintes,.

## Historique
Le château de Bordes est un exemple caractéristique des petits châteaux du XVe siècle qui subsistent dans le Bourbonnais. Au début du XVe siècle, le château appartient à la famille de Beaucaire.
L'édifice est inscrit au titre des monuments historiques par arrêté du 9 décembre 1929.